# Catunaregam nutans
Catunaregam nutans är en måreväxtart som först beskrevs av William Roxburgh, och fick sitt nu gällande namn av Deva D. Tirvengadum. Catunaregam nutans ingår i släktet Catunaregam och familjen måreväxter. Inga underarter finns listade i Catalogue of Life.